# HD 186619
HD 186619，又名BD+41 3469，SAO 48771、HR 7514，是一颗恒星，视星等为5.84，位于銀經75.61，銀緯8.83，其B1900.0坐标为赤經19h 40m 24.8s，赤緯+41° 8.83′ 58″。